# Dubicsány
Dubicsány es un pueblo húngaro perteneciente al distrito de Putnok, condado de Borsod-Abaúj-Zemplén.

## Superficie
Cuenta con una superficie de 13,00 km².

## Demografía
Hasta 2024 la población era de 241 habitantes, con una densidad de población de 18,53 hab/km².
| Gráfica de evolución demográfica de Dubicsány entre 2020 y 2024 |
|                                                                 |
| Datos según la Oficina Central de Estadística de Hungría.       |